# Aphyocharax anisitsi
Aphyocharax anisitsi és una espècie de peix de la família dels caràcids i de l'ordre dels caraciformes.

## Morfologia
- Els mascles poden assolir 5,5 cm de llargària total.[3]

## Alimentació
Menja cucs, insectes petits i crustacis.

## Hàbitat
Viu en zones de clima subtropical entre 18 °C - 28 °C de temperatura.

## Distribució geogràfica
Es troba a Sud-amèrica: conca del riu Paranà.